# Las Chinas (Huelva)
Las Chinas es una aldea española de la provincia de Huelva, compartida entre los municipios de La Nava y Galaroza. En 2008 contaba con una población de 33 habitantes, repartidos 14 habitantes en el término de Galaroza y los restantes 19 en el de La Nava. En 2018, siguiendo la tendencia generalizada entre las poblaciones rurales en toda España, la población había descendido a 32 personas, repartidos en este caso entre 22 habitantes pertenecientes a Galaroza y 10 en el término de La Nava.
Se localiza a unos 1500 metros de Galaroza, a unos 4700 de La Nava y a unos 2900 de Jabugo y está situada cerca de la intersección de las carreteras nacionales N-433 y N-435.

## Historia
Le fue otorgado el rango de aldea el 18 de abril de 1553 gracias al privilegio concedido por Carlos I. Actualmente, debido a la continua despoblación de la sierra de Huelva desde principios del siglo XX, su población es muy escasa.